# Juan Contreras

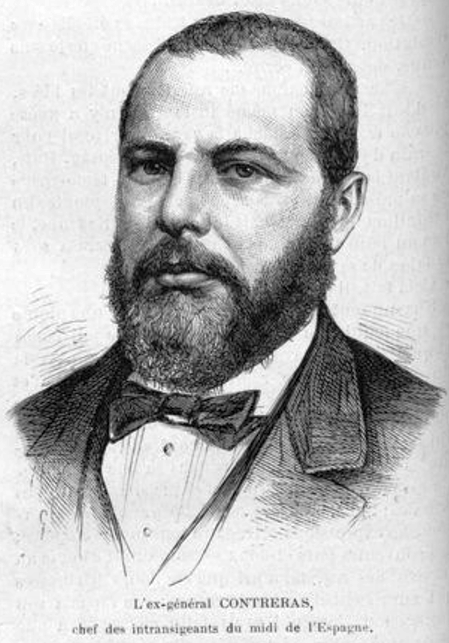
Juan Contreras

Juan Contreras y San Román (* 23. Juni 1807 in Pisa; † 5. Juli 1881) war ein spanischer General.

## Leben
Er erwarb sich seine ersten militärischen Grade in den Reihen der Christinos während des Erbfolgekriegs 1833–1842. Seit 1845 General, nahm er stets den tätigsten Anteil an den Verschwörungen gegen Isabella II., besonders im Juni 1866, August 1867, September 1868.
Nach dem Sturz Isabellas wurde Contreras 1868 von Juan Prim zum Generalkapitän von Katalonien ernannt, verlor dieses Amt später, erhielt es im Februar 1873 wieder, hielt aber unter den Truppen des föderalistisch gesinnten Barcelona so schlechte Disziplin, dass er schon im März abberufen werden musste.
Von da an trat seine föderativ-republikanische Gesinnung immer mehr hervor, und als die Grundsätze der Föderation von der Regierung und den Cortes proklamiert wurden, das Land in einen Staatenbund zu zerfallen drohte und Murcia und andere Provinzen sich für unabhängige Staaten erklärten, begab sich Contreras nach Cartagena, das mit den dort befindlichen Kriegsschiffen in die Gewalt der Föderalisten gefallen war, und wurde zum Präsidenten der dort eingesetzten revolutionären Regierung ernannt.
Contreras kämpfte sowohl zu Lande (Schlacht von Chinchilla) als auch zur See (Schlacht vor Cartagena) glücklos gegen die Zentralregierung. Als er sich in Cartagena nicht mehr zu halten vermochte, verließ Contreras 11. Januar 1874 auf der Fregatte Numancia den Hafen von Cartagena, durchbrach die Blockade der fünf spanischen Schiffe, landete am 13. Januar bei Mers el Kebir in Algerien und ergab sich den französischen Behörden.
Dieser Artikel basiert auf einem gemeinfreien Text aus Meyers Konversations-Lexikon, 4. Auflage von 1888 bis 1890.
| Personendaten    | Personendaten                                    |
| ---------------- | ------------------------------------------------ |
| NAME             | Contreras, Juan                                  |
| ALTERNATIVNAMEN  | Contreras y San Román, Juan (vollständiger Name) |
| KURZBESCHREIBUNG | spanischer General                               |
| GEBURTSDATUM     | 23. Juni 1807                                    |
| GEBURTSORT       | Pisa                                             |
| STERBEDATUM      | 5. Juli 1881                                     |